# 霍珀爾塔鄉
46°19′15″N 23°52′14″E / 46.32083°N 23.87056°E
霍珀爾塔鄉（羅馬尼亞語：Comuna Hopârta, Alba），是羅馬尼亞的鄉份，位於該國中部，由阿爾巴縣負責管轄，面積61平方公里，海拔高度375米，2011年人口1,152，人口密度每平方公里20人。